# Aleksandr Aleksandrow (inżynier)
Aleksandr Pietrowicz Aleksandrow (ros. Александр Петрович Александров, ur. 4 grudnia?/17 grudnia 1906 we wsi Chotilicy obecnie w rejonie andrieapolskim w obwodzie twerskim, zm. 8 marca 1981 w Moskwie) – był radzieckim inżynierem, budowniczym i urzędnikiem.

## Życiorys
Dzieciństwo spędził w Toropcu, w 1926 skończył technikum politechniczne w Moskwie, później pracował jako geodeta i brygadzista przy budowie dróg w Kazachstanie. W 1933 ukończył Środkowoazjatycki Instytut Drogowy w Taszkencie, kierował pracami przy budowie dróg na Przełęczy Kurdajskiej, na odcinku Muskoł-Margat drogi Osz–Pamir–Chorog. Od 1936 do 1954 pracował w systemie NKWD/MWD ZSRR, gdzie został inżynierem-podpułkownikiem, był m.in. głównym inżynierem budowy drogi samochodowej Frunze-Osz, a od 1942 do 1958 głównym inżynierem budowy drogi samochodowej Moskwa-Kujbyszew, następnie od 1948 do 1952 szefem krasnoarmiejskiego budowlanego rejonu Zarządu Budowy Kanału Wołga-Don. Później kierował budową kilku elektrowni wodnych. W 1962 został skierowany do Egiptu jako główny radziecki ekspert od budowy Wysokiej Tamy k. Asuanu, której pierwsza faza została uruchomiona w 1964, a w 1967 uruchomiono elektrownię wodną. W latach 1966–1978 był wiceministrem energetyki i elektryfikacji ZSRR, był także stałym przedstawicielem tego ministerstwa na budowie fabryki samochodów w Togliatti (1967–1970). Brał również udział w budowie tamy w Syrii i w odbudowie elektrowni wodnej w Wietnamie. W 1978 został zastępcą przewodniczącego Rady Naukowo-Technicznej Ministerstwa Energetyki ZSRR. W 1966 otrzymał tytuł Zasłużonego Budowniczego RFSRR. Został pochowany na Cmentarzu Nowodziewiczym. W 1988 pośmiertnie przyznano mu honorowe obywatelstwo miasta Wołżski w obwodzie wołgogradzkim, gdzie również nazwano jedną z ulic jego imieniem.

## Odznaczenia
- Medal „Sierp i Młot” Bohatera Pracy Socjalistycznej (dwukrotnie, 19 września 1952 i 9 września 1961)
- Order Lenina (czterokrotnie, 20 października 1944, 19 września 1952, 20 listopada 1958 i 12 maja 1964)
- Order Rewolucji Październikowej (1974)
- Order Czerwonego Sztandaru Pracy (20 września 1943)
- Order Przyjaźni Narodów (29 grudnia 1976)

Oraz medale ZSRR i egipski order.